# 世界歴史都市連盟
世界歴史都市連盟（せかいれきしとしれんめい、英語: League of Historical Cities）は、歴史文化および都市に関する非政府組織である。

## 概要
1987年に京都市で開催された世界歴史都市会議において、会議の継続開催を目的に前身である世界歴史都市会議協議会が設立された。会議はその後イタリアのフィレンツェ、スペインのバルセロナを経て再び京都で開かれ、これを機に協議会が解消、1994年に世界歴史都市連盟として再スタートした。歴史性という共通点のある都市が加盟し、世界平和への貢献、交流促進、直面する課題への情報交換・研究を行うことによる歴史都市のさらなる発展を目的としている。
2025年1月現在、65の国と地域に135の加盟都市 があり、日本からの加盟は鎌倉市、金沢市、京都市、奈良市、姫路市、松江市、益田市の7都市で、京都が会長都市、金沢が監事都市である。国際連合人間居住計画（国連ハビタット）・国際記念物遺跡会議（イコモス）・世界遺産都市機構の3つの組織とパートナーシップを結んでいる。

## 世界歴史都市会議
会議の最終日に連盟の総会と宣言が行われる。開催地は以下の通り。
- 第1回（1987年）：京都（日本）
- 第2回（1988年）：フィレンツェ（イタリア）
- 第3回（1991年）：バルセロナ（スペイン）
- 第4回（1994年）：京都（日本）
- 第5回（1996年）：西安（中国）
- 第6回（1998年）：クラクフ（ポーランド）
- 第7回（2000年）：モンペリエ（フランス）
- 第8回（2003年）：モントリオール（カナダ）
- 第9回（2005年）：慶州（大韓民国）
- 第10回（2006年）：バララット（オーストラリア）
- 第11回（2008年）：コンヤ（トルコ）
- 第12回（2010年）：奈良（日本）
- 第13回（2012年）：フエ（ベトナム）
- 第14回（2014年）：揚州（中国）
- 第15回（2016年）：バート・イシュル（オーストリア）[4]
- 第16回（2018年）：ブルサ（トルコ）[5]
- 第17回（2021年）：カザン（ロシア）[6]
- 第18回（2022年）：安東（大韓民国）
- 第19回（2024年）：リュブリャナ（スロベニア）
- 第20回（2026年を予定）：姫路（日本）

## 加盟都市の一覧

### アフリカ
- アルジェリア
  -  アルジェ
- エジプト
  -  アレクサンドリア
  -  ギーザ
  -  ルクソール
- モロッコ
  -  フェズ
- チュニジア
  -  チュニス

### アジア
- 中華人民共和国
  -  成都
  -  都江堰
  -  南京
  -  無錫
  -  西安
  -  揚州
  -  鄭州
- 台湾
  -  台中
  -  台南
- 朝鮮民主主義人民共和国
  -  開城
- インド
  -  ヴァーラーナシー
- インドネシア
  -  ジョグジャカルタ
- 日本
  -  姫路
  -  鎌倉
  -  金沢
  -  京都
  -  益田
  -  松江
  -  奈良
- モンゴル
  -  ウランバートル
- ミャンマー
  -  ヤンゴン
- ネパール
  -  カトマンズ
  -  シャンハルプール
  -  スンコシ
  -  バグルン
  -  ハリハルプルガディ
  -  ハリオン
  -  ビャス
  -  ボテコシ
- パキスタン
  -  ラホール
- フィリピン
  -  ビガン
- 韓国
  -  安東
  -  扶余
  -  公州
  -  慶州
  -  水原
- スリランカ
  -  クルネーガラ
- タイ
  -  チェンマイ
- ベトナム
  -  ハノイ
  -  フエ

### ヨーロッパ
- オーストリア
  -  バート・イシュル
  -  ウィーン
- アゼルバイジャン
  -  シャキ
  -  シュシャ
- ベラルーシ
  -  ミンスク
- ベルギー
  -  ブリュッセル
- ボスニア・ヘルツェゴヴィナ
  -  サラエボ
- ブルガリア
  -  ヴェリコ・タルノヴォ
- クロアチア
  -  ザグレブ
- キプロス
  -  ニコシア
- チェコ
  -  プラハ
- フランス
  -  ボルドー
  -  モンペリエ
  -  パリ
  -  ストラスブール
- ジョージア
  -  クタイシ
  -  ムツヘタ
- ドイツ
  -  ケルン
- ギリシャ
  -  アテネ
  -  コリントス
- ハンガリー
  -  ブダペスト
- アイルランド
  -  ダブリン
- イタリア
  -  フィレンツェ
  -  ローマ
  -  ベネチア
- ラトビア
  -  リガ
- リトアニア
  -  クライペダ
- マルタ
  -  バレッタを含むマルタ南東部
- オランダ
  -  アムステルダム
  -  デン・ハーグ
- ポーランド
  -  クラクフ
- ポルトガル
  -  リスボン
- ルーマニア
  -  アルバ・ユリア
  -  コンスタンツァ
  -  ヤシ
- ロシア
  -  イジェフスク
  -  カザン
  -  ウラジーミル
- セルビア
  -  ニシュ
- スロバキア
  -  ブラチスラバ
- スロベニア
  -  リュブリャナ
- スペイン
  -  バルセロナ
  -  コルドバ
  -  サンチアゴ・デ・コンポステーラ
- スウェーデン
  -  ヘルシンボリ
- スイス
  -  ジュネーブ
- ウクライナ
  -  チェルニフツィ
  -  キーウ
  -  ルーツィク
  -  リヴィウ
  -  オデッサ
- イギリス
  -  エディンバラ
  -  ノリッジ
- ウズベキスタン
  -  タシュケント
  -  テルメズ

### ラテンアメリカ
- コロンビア
  -  カルタヘナ
- エクアドル
  -  クエンカ
- メキシコ
  -  グアダラハラ
  -  メキシコシティ
- ペルー
  -  クスコ

### 中東
- イラン
  -  アルダビール
  -  エスファハーン
  -  カーシャーン
  -  コング
  -  ニーシャープール
  -  セムナーン
  -  シーラーズ
  -  タブリーズ
  -  テヘラン
  -  マシュハド
  -  マスレ
  -  ヤズド
- イラク
  -  バグダッド
- イスラエル
  -  エルサレム
- パレスチナ
  -  ヘブロン
- トルコ
  -  アンカラ
  -  ブルサ
  -  イスタンブール
  -  コンヤ
  -  オスマンガジ
  -  セルチュクル
  -  シャンルウルファ

### 北米
- アメリカ合衆国
  -  ボストン
- カナダ
  -  モントリオール
  -  ケベックシティー

### 大洋州
- オーストラリア
  -  バララット
  -  メルボルン
  -  ノーウッド・ペイネハム・アンド・セント・ピーターズ
- ニュージーランド
  -  ワンガヌイ